# Миргородський район
Ми́ргородський райо́н (Миргородщина) — район в Україні, у північній та центральній частині Полтавської області і межує з Сумською та Чернігівською областями та був утворений під час адміністративно-територіальної реформи в Україні 2020 року. Адміністративний центр — місто Миргород. Площа — 6287,7 км² (21,9 % від площі області), населення — 204,9 тис. осіб (2020).
До складу району входять 17 територіальних громад.

## Історія
Миргородський район утворено 19 липня 2020 року згідно із Постановою Верховної Ради України № 807-IX від 17 липня 2020 року в рамках Адміністративно-територіальної реформи в Україні. До його складу увійшли: Миргородська, Гадяцька, Заводська, Лохвицька міські, Великобагачанська, Гоголівська, Комишнянська, Ромоданівська, Шишацька селищні та Білоцерківська, Великобудищанська, Великосорочинська, Краснолуцька, Лютенська, Петрівсько-Роменська, Сенчанська, Сергіївська сільські територіальні громади. Перші вибори Миргородської районної ради відбулися 25 жовтня 2020 року.
Раніше територія району входила до складу ліквідованих в той же час Миргородського (1923—2020), Великобагачанського, Гадяцького, Лохвицького, Шишацького районів, а також міст обласного підпорядкування Миргород та Гадяч Полтавської області.